# Gharti Gaun
Gharti Gaun – gaun wikas samiti w zachodniej części Nepalu w strefie Rapti w dystrykcie Rolpa. Według nepalskiego spisu powszechnego z 2011 roku liczył on 921 gospodarstw domowych i 4633 mieszkańców (2461 kobiet i 2172 mężczyzn).